# Војислав Савић
Војислав Савић (Београд, 5. октобар 1971) српски је драмски писац и аутор.

## Биографија
Он је радио је и сарађивао са позориштима, телевизијама, маркетиншким агенцијама, новинама и часописима.
Савићеви комади играни су у позориштима Србије, Црне Горе, Републике Српске и у Словачкој.
Он је победио је на конкурсу Дунав филма за сценарио за кратки играни филм.
Пише поезију, драмска дела, кратке приче, романе и објављује чланке у новинама, часописима и магазинима.
Драма Кенгури штампана је у едицији савремена српска драма Удружења драмских писаца Србије, у броју 25 2006.године.

## Награде
- Награда Бранислав Нушић[2][3]
- Стеријна награда[4]
- Најбољи комедиографски текст на фестивалу Дани комедије у Јагодини
- Октобарска награда града Београда

## Дела
- Кратак роман о убиству[5]
- Егзекутор[6]
- Чујеш ли,мама,мој вапај
- Кенгури

## Рефереренце
1. 1 2 3 4 5  „Музеј позоришне уметности Србије”. teatroslov.mpus.org.rs. Приступљено 2021-12-23.
2. ↑  Маџар, Александра. „ВојиславСавић - Стерија и Нушић описали данашњи Балкан”. Glas Srpske (на језику: српски). Приступљено 2021-12-23.
3. ↑  „Савремена српска драма број 51 / 2013”. drama.org.rs. Приступљено 2021-12-23.
4. ↑  Маџар, Александра. „Војислав Савић - Стерија и Нушић описали данашњи Балкан”. Glas Srpske (на језику: српски). Приступљено 2021-12-23.
5. ↑  „Pisac Vojislav Savić: “Kratak roman o ubistvu” je egzistencijalna tragikomedija”. РТВ. 2021.
6. ↑  „Eгзекутор / Архива / Представе / Насловна - Позориште Бошко Буха”. buha.rs. Приступљено 2021-12-23.